# ペドロ・パスクリ
ペドロ・パブロ・パスクリ（Pedro Pablo Pasculli, 1960年5月17日 - ）は、アルゼンチン・サンタフェ出身の元同国代表サッカー選手、サッカー指導者。現役時代のポジションはフォワード。

## 経歴
8年在籍したイタリアのUSレッチェでは、クラブ歴代2位のリーグ戦通算54得点を記録した。1986 FIFAワールドカップでは、決勝トーナメント1回戦のウルグアイ戦で唯一の得点をマークし、チームを勝利に導く。決勝では西ドイツを破り、アルゼンチンの2度目の優勝に貢献した。1994年には、ジャパンフットボールリーグのPJMフューチャーズでプレーしている。
指導者としてはウガンダ代表、アルバニアのディナモ・ティラナなどの監督を務めた。